# 霍納茲

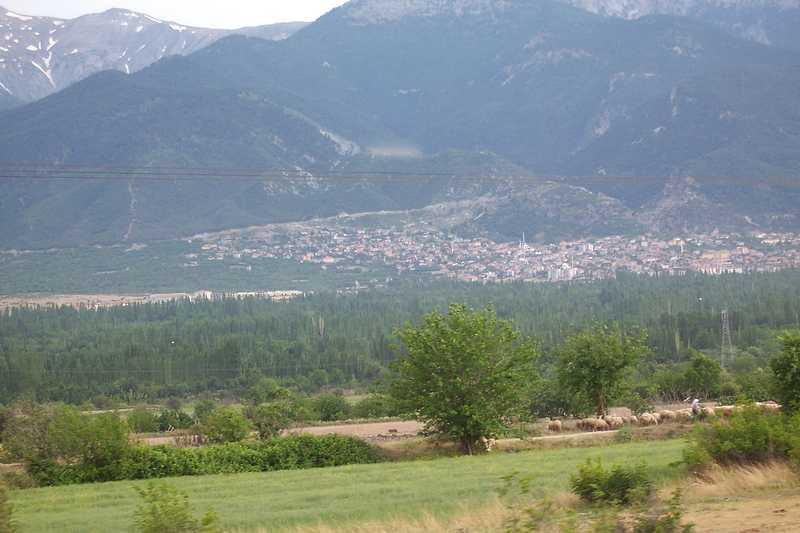
Honaz

霍納茲是土耳其的城鎮，由代尼茲利省負責管轄，位於該國西南部，距離首府代尼茲利20公里，面積550平方公里，每年平均降雨量856毫米，2010年人口9,830。